# Мики Спилејн
Мики Спилејн (енгл. Mickey Spillane, IPA: ), рођен као Френк Морисон Спилејн (енгл. Frank Morrison Spillane; Бруклин, 9. март 1918 — Мерелс Инле, 17. јул 2006), амерички је писац криминалистичких романа, најпознатији као литерарни „отац” детектива Мајка Хамера.
Закључно са 2006. годином, широм света је продато око 225.000.000 примерака његових књига, док је 1980, међу 15 најпродаванијих прозних наслова свих времена у САД, било чак седам Спилејнових.
Први Спилејнов роман о Мајку Хамеру (од укупно 16) био је Ја, порота (енгл. I, the Jury) и објављен је 1947. године.